# Ramkvilla landskommun
Ramkvilla landskommun var en tidigare kommun i Jönköpings län.

## Administrativ historik
När 1862 års kommunalförordningar trädde i kraft den 1 januari 1863 inrättades i Sverige cirka 2 400 landskommuner samt 89 städer och ett mindre antal köpingar.
Då inrättades i Ramkvilla socken i Västra härad i Småland denna kommun.
Vid kommunreformen 1952 uppgick den i Bäckaby landskommun. När denna 1971 upplöstes övergick denna del till Vetlanda kommun.

## Politik

### Mandatfördelning i Ramdvilla landskommun 1938-1946
| 4 | 2 | 8 | 1 |

| 15 |

| 15 |

| 15 |

| 4 | 6 | 4 | 1 |

| 15 |